# Braille Argelino
O Braille Argelino foi um alfabeto Braille usado para se escrever em língua árabe na Argélia, entretanto, ele encontra-se quase obsoleto hoje em dia. 
No Braille Argelino, as letras Braille são arranjadas em ordem numérica ao alfabeto Árabe. O Braille Árabe tradicional, em contrapartida, usa um arranjo completamente diferente, que segue as normas internacionais baseadas no alfabeto Francês. Por exemplo, a quinta letra braille ⠑, é usada no Braille Argelino como ج j , a quinta letra do alfabeto Argelino/Árabe.
Na maioria dos alfabetos Braille hoje em dia, ⠑ é usado como "e", a quinta letra do alfabeto Francês/Latino, ou como uma letra que tenha sonoridade similar ao "e", não importando onde a letra se localize no alfabeto. 
A distribuição no estilo do Braille Argelino era comum entre as primeiras adaptações do Braille, mas foi bastante abandonada em favor de padrões de Inteligibilidade Mútua, começando com a unificação os Brailles: Francês, Inglês, Alemão e Egípcio, na Ordem Francesa original em 1878

## Tabela de Braille Argelino
| Figura | Latim | Braile |
| ------ | ----- | ------ |
| ا      | ’     | ⠁      |
| ب      | b     | ⠃      |
| ت      | t     | ⠉      |
| ث      | th    | ⠙      |
| ج      | j     | ⠑      |
| ح      | ḥ     | ⠋      |
| خ      | kh    | ⠛      |
| د      | d     | ⠓      |
| ذ      | dh    | ⠊      |
| ر      | r     | ⠚      |
| ز      | z     | ⠅      |
| س      | s     | ⠇      |
| ش      | sh    | ⠍      |
| ص      | ṣ     | ⠝      |
| ض      | ḍ     | ⠕      |
| ط      | ṭ     | ⠏      |
| ظ      | ẓ     | ⠟      |
| ع      | ‘     | ⠗      |
| غ      | gh    | ⠎      |
| ف      | f     | ⠞      |
| ق      | q     | ⠥      |
| ك      | k     | ⠧      |
| ل      | l     | ⠭      |
| م      | m     | ⠽      |
| ن      | n     | ⠵      |
| ه      | h     | ⠯      |
| و      | w     | ⠿      |
| ى      | ā     | ⠮      |
| ء      | ’     | ⠾      |